# Пригодій Михайло Іванович
Михайло Іванович Пригодій (31 липня 1922, Брехуни — 4 квітня 2006, Київ) — український радянський літературознавець, педагог. Доктор філологічних наук (1966), професор (1997). Заслужений діяч науки і техніки УРСР (1975). Дослідник діалектики зближення літератур першої половини ХХ століття та історії східнослов'янської літератури.
Учасник німецько-радянської війни від її початку до завершення, майор військової служби. За участь у бойових діях нагороджений понад п'ятьма орденами та медалями.
Після закінчення війни, у різні роки — науковий співробітник та педагог декількох ідеологічних науково-дослідних та навчальних закладів Києва, зокрема, Вищої партійної школи при ЦК КПУ (1952—1961), Інституту історії партії при ЦК Компартії України (з 1970). Автор близько 100 наукових робіт.

## Життєпис
Народився 31 липня 1922-го року у селі Брехуни на Чернігівщині у селянській родині.
Наприкінці 1940-го року призваний до лав Червоної армії, з наступного року — учасник німецько-радянської війни. Демобілізований у званні майора, нагороджений понад п'ятьма орденами та медалями, зокрема, орденом Вітчизняної війни обох ступенів.
У 1949-му році закінчив філологічний факультет Львівського державного університету імені Івана Франка, через три роки — аспірантуру Київського державного університету імені Тараса Шевченка (КДУ).
З 1952-го року — головний редактор Державного видавництва художньої літератури УРСР. Відтоді ж — старший викладач, пізніше доцент кафедри літератури Вищої партійної школи при ЦК КПУ.
У тому ж році здобув науковий ступінь кандидата філологічних наук, захистивши дисертацію на тему «М. Горький — публицист советского периода в борьбе за построение коммунизма в СССР».
З 1961-го року — старший науковий співробітник, пізніше учений секретар Інституту літератури імені Тараса Шевченка. Протягом року (1962—1963) працював на кафедрі російської літератури КДУ імені Тараса Шевченка на посаді доцента, викладав курс «Історія російської літератури» та спецкурс «Публіцистика М. Горького».
У 1966-му році здобув науковий ступінь доктора філологічних наук, захистивши дисертацію на тему «Взаимодействие советских литератур. Взаимосвязь русской и украинской литератур в процессе их становления, 1917—1925 гг.».

Могила Михайла Пригодія, Байкове кладовище

З 1970-го року — науковий співробітник Інституту історії партії при ЦК Компартії України. У 1975-му році нагороджений званням «Заслужений діяч науки і техніки УРСР».
Дослідник діалектики зближення літератур першої половини ХХ століття та історії східнослов'янської літератури. Автор близько 100 наукових робіт. Член Національної спілки письменників України, член КПРС.
У 1997-му році затверджений у вченому званні професора. Помер на 84-му році життя 4 квітня 2006-го року. Похований разом із дружиною на Байковому кладовищі (ділянка № 49а, 50°25′1.60″ пн. ш. 30°30′6.60″ сх. д. / 50.4171111° пн. ш. 30.5018333° сх. д.).

### Родина
- Син — літературознавець, доктор філологічних наук Сергій Пригодій (1953—2013).
- Донька — літературознавиця, кандидат філологічних наук Наталія Андрійченко (нар. 1956)[2].

## Науковий доробок (частковий)
- «М. Горький — публицист советского периода в борьбе за построение коммунизма в СССР»: диссертация кандидата филологических наук : 10.00.00. — Киев, 1952. — 350 с.
- «Взаимодействие советских литератур. Взаимосвязь русской и украинской литератур в процессе их становления, 1917—1925 гг.»: диссертация доктора филологических наук : 10.00.00. — Киев, 1966. — 384 с. : ил.
- «Ближче до життя: В. І. Ленін і питання становлення радянської літератури» / М. І. Пригодій; 1970, Дніпро, 271 с.
- «Діалектика зближення літератур: взаємозв'язки російської та української радянських літератур у процесі їх становлення: 1925—1934» / М. І. Пригодій; 1970, Наукова думка, 293 с.
- «Всесоюзна консолідація літератур: історико-літературний нарис» / М. І. Пригодій; 1972, Радянський письменник, 388 с.
- «Единство»: Сборник статей о многонациональной советской литературе — Москва: Худож. лит., 1972-. — 21 см. Вып. 3: М. Пригодий, М. Бажан, М. Пархоменко [и др.]. — 1977. — 370 с.
- «Октябрь и советская литература»: Из истории формирования всесоюзной общности литературы — Киев: Днiпро, 1977. — 335 с.; 20 см.
- «Творить свободно и радостно…: Ленинская концепция становления и развития советской многонациональной литературы» / Михаил Пригодий. — Киев: Радянський письменник, 1980. — 372 с.; 17 см.
- «Ленінська концепція партійності літератури: генезис і сучасне витлумачення принципу» / М. І. Пригодій; 1985, Дніпро, 275 с.

## Нагороди

### Бойові
- орден Вітчизняної війни I та II ступенів
- орден Червоної Зірки
- медаль «За оборону Сталінграда»
- медаль «За перемогу над Німеччиною у Великій Вітчизняній війні 1941—1945 рр.»

### Трудові
- 1975 — заслужений діяч науки і техніки УРСР
- 1982 — почесна грамота Президії Верховної Ради УРСР